# TIMELESS WORLD
『TIMELESS WORLD』（タイムレス ワールド）は、フォークデュオ・コブクロが2016年6月15日にリリースした通算9枚目のオリジナルアルバム。

## 概要
前作『One Song From Two Hearts』から2年6ヶ月ぶりとなる通算9枚目のアルバム。
シングルとしては「陽だまりの道」から、配信限定シングル「SNIFF OUT!」までの7曲が収録されている。シングルのカップリングは「サイ（レ）ン」、及び映画タイアップがついていて配信シングルとしても発売されている「Twilight」の2曲が収録されている。
また、今回のアルバムジャケットに使用されている大阪の戎橋のイラストは、事前に応募で募ったファンやコブクロメンバー、コブクロスタッフなどの顔写真を集め、モザイクアートで作られている。また、歌詞カードには、1曲1曲に黒田と小渕によるセルフライナーノーツが掲載されている。
初回限定盤ジャケットはスペシャル仕様になっており、封入されている「TIMELESS WORLD」のジャケットフィルムを『NAMELESS WORLD』のアルバムジャケットに重ねると、新たなデザインを楽しめる仕様になっている。
また、初回盤DVDにはコブクロの5年ぶりの学祭ライブだった慶應義塾大学の第57回三田祭前夜祭ライブの模様が全編収録されている。
2016年のライブツアーでは会場限定で、「Deluxe Package」とした、限定ジャケット仕様のものが販売された。CD2枚組になっており、Disc1は通常と同様、Disc2には「NAMELESS WORLD」の楽曲が全曲そのまま収録されている。
『MUSIC MAN SHIP』以来8作ぶりに週間1位獲得はならなかったが、発売初週に11.4万枚を売り上げ、前作を超えるとともに『CALLING』以来となる2作ぶりに初週売上10万枚を突破した。
また、楽曲のタイアップは15曲中13曲(ドラマ主題歌が4曲、CMソングが5曲、映画主題歌が2曲、テーマソングが2曲)と過去最多である。そのため、アルバムでのノンタイアップは「サイ(レ)ン」、「Tearless」の2曲のみである。

## 収録曲

### DISC1 -TIMELESS WORLD-
| #         | タイトル                            | 作詞・作曲                                          | 編曲               | 時間  |
| --------- | ----------------------------------- | --------------------------------------------------- | ------------------ | ----- |
| 1.        | 「SUNRISE」                         | 小渕健太郎                                          | コブクロ           | 5:04  |
| 2.        | 「未来」                            | - 小渕健太郎（作詞） - 小渕健太郎・黒田俊介（作曲） | コブクロ           | 5:15  |
| 3.        | 「何故、旅をするのだろう」          | 小渕健太郎                                          | コブクロ           | 5:31  |
| 4.        | 「tOKi meki」                       | 小渕健太郎                                          | コブクロ           | 4:36  |
| 5.        | 「SNIFF OUT!」                      | 小渕健太郎                                          | コブクロ           | 4:28  |
| 6.        | 「サイ（レ）ン」                    | 小渕健太郎                                          | コブクロ           | 5:11  |
| 7.        | 「hana」                            | 小渕健太郎                                          | コブクロ           | 5:27  |
| 8.        | 「星が綺麗な夜でした」              | 小渕健太郎                                          | コブクロ           | 4:33  |
| 9.        | 「Twilight」                        | 小渕健太郎                                          | コブクロ           | 5:26  |
| 10.       | 「Tearless」                        | 黒田俊介                                            | コブクロ           | 3:28  |
| 11.       | 「陽だまりの道」                    | 小渕健太郎                                          | コブクロ           | 5:33  |
| 12.       | 「42.195km」                        | 小渕健太郎                                          | コブクロ           | 3:41  |
| 13.       | 「奇跡」                            | 小渕健太郎                                          | コブクロ           | 5:32  |
| 14.       | 「NO PAIN, NO GAIN feat. 布袋寅泰」 | - 小渕健太郎・黒田俊介（作詞） - 布袋寅泰（作曲）   | コブクロ・布袋寅泰 | 5:44  |
| 15.       | 「STAGE」                           | 小渕健太郎                                          | コブクロ           | 5:33  |
| 合計時間: | 合計時間:                           | 合計時間:                                           | 合計時間:          | 75:02 |

### DISC2 -NAMELESS WORLD- (Deluxe Packageのみ収録)
| #         | タイトル                         | 作詞・作曲                                                                 | 編曲      | 時間  |
| --------- | -------------------------------- | -------------------------------------------------------------------------- | --------- | ----- |
| 1.        | 「Flag」                         | 小渕健太郎                                                                 | コブクロ  | 7:23  |
| 2.        | 「桜」                           | 小渕健太郎・黒田俊介                                                       | コブクロ  | 6:01  |
| 3.        | 「六等星 -NAMELESS STAR TRACK-」 | 小渕健太郎                                                                 | コブクロ  | 5:42  |
| 4.        | 「ここにしか咲かない花」         | 小渕健太郎                                                                 | コブクロ  | 6:14  |
| 5.        | 「待夢磨心 -タイムマシン-」      | 小渕健太郎                                                                 | コブクロ  | 4:55  |
| 6.        | 「Pierrot」                      | 小渕健太郎                                                                 | コブクロ  | 4:28  |
| 7.        | 「Saturday」                     | 小渕健太郎                                                                 | コブクロ  | 5:05  |
| 8.        | 「大樹の影」                     | 黒田俊介                                                                   | コブクロ  | 5:47  |
| 9.        | 「NOTE」                         | 小渕健太郎                                                                 | コブクロ  | 5:28  |
| 10.       | 「Starting Line」                | - 21STREETリスナーの皆さん&コブクロ（作詞） - 小渕健太郎・黒田俊介（作曲） | コブクロ  | 4:59  |
| 11.       | 「LOVER'S SURF」                 | 小渕健太郎                                                                 | コブクロ  | 4:21  |
| 12.       | 「同じ窓から見てた空」           | 小渕健太郎                                                                 | コブクロ  | 8:45  |
| 合計時間: | 合計時間:                        | 合計時間:                                                                  | 合計時間: | 69:08 |

### 初回限定盤DVD「LIVE at 慶應義塾大学 第57回三田祭前夜祭 2015.11.14」
| #   | タイトル                 | 作詞 | 作曲・編曲 | 作詞・作曲                                          |
| --- | ------------------------ | ---- | ---------- | --------------------------------------------------- |
| 1.  | 「オープニング」         |      |            |                                                     |
| 2.  | 「流星」                 |      |            | 小渕健太郎                                          |
| 3.  | 「今、咲き誇る花たちよ」 |      |            | 小渕健太郎                                          |
| 4.  | 「MC」                   |      |            |                                                     |
| 5.  | 「hana」                 |      |            | 小渕健太郎                                          |
| 6.  | 「光」                   |      |            | 小渕健太郎                                          |
| 7.  | 「MC」                   |      |            |                                                     |
| 8.  | 「手紙」                 |      |            | 小渕健太郎                                          |
| 9.  | 「赤い糸」               |      |            | 小渕健太郎                                          |
| 10. | 「風」                   |      |            | 小渕健太郎                                          |
| 11. | 「MC」                   |      |            |                                                     |
| 12. | 「轍」                   |      |            | 小渕健太郎                                          |
| 13. | 「Summer rain」          |      |            | 小渕健太郎                                          |
| 14. | 「神風」                 |      |            | 小渕健太郎                                          |
| 15. | 「MC」                   |      |            |                                                     |
| 16. | 「未来」                 |      |            | - 小渕健太郎（作詞） - 小渕健太郎・黒田俊介（作曲） |
| 17. | 「MC」                   |      |            |                                                     |
| 18. | 「YELL〜エール〜」       |      |            | 小渕健太郎                                          |
| 19. | 「クロージング」         |      |            |                                                     |

## 楽曲解説
1. SUNRISE
アサヒビールチューハイ「アサヒもぎたて」CMソング。
2. 未来
27thシングル。東宝系映画『orange』主題歌。
UHFアニメ『orange』エンディングテーマ。
東宝系アニメーション映画『orange -未来-』主題歌。
3. 何故、旅をするのだろう
JR西日本・JR九州 山陽新幹線・九州新幹線 CMソング。
4. tOKi meki
ロッテ「ガーナ」CMソング。
恋愛を前面に出しつつ、カーナビのモチーフを重ねた曲である。
5. SNIFF OUT!
5作目の配信限定シングル。テレビ東京系ドラマ『警視庁ゼロ係〜生活安全課なんでも相談室〜』主題歌。
6. サイ（レ）ン
25thシングルのカップリング曲。
7. hana
4作目の配信限定シングル。ロッテ「ガーナ」CMソング。
8. 星が綺麗な夜でした
東京タワー「天の川イルミネーション」テーマソング。[1]
『KOBUKURO LIVE TOUR 2015 "奇跡" 』で発表された。
9. Twilight
3作目の配信限定シングル。ワーナー・ブラザース配給映画『トワイライト ささらさや』主題歌。
10. Tearless
黒田の約2年振りとなる新曲。今まで作ったことのなかったブラック・ミュージックのアプローチで作られた。
11. 陽だまりの道
25thシングル。関西テレビ・フジテレビ系ドラマ『ブラック・プレジデント』主題歌。紀陽銀行CMソング。
12. 42.195km
2作目の配信限定シングル。大阪マラソン公式テーマソング。
13. 奇跡
26thシングル。テレビ朝日系ドラマ『DOCTORS3 〜最強の名医〜』主題歌。
14. NO PAIN, NO GAIN feat. 布袋寅泰
東京個別指導学院CMソング。
小渕が親交のある布袋に作曲を依頼した曲であり、ギターとコーラスで布袋が参加している。コブクロの楽曲で作曲がコブクロの2人以外の人物が手掛けるのは初めてである。
「星が綺麗な夜でした」同様、『KOBUKURO LIVE TOUR 2015 "奇跡" 』で発表された。
15. STAGE
テレビ朝日系ドラマ「警視庁・捜査一課長 ヒラから成り上がった最強の刑事!」主題歌。冒頭では、レコーディングスタジオでの音声が約20秒間流れてから、イントロが始まる(2018年リリースのALL TIME BEST 1998-2018ではカットされている)。

## 演奏
- 小渕健太郎
  - Vocal
  - Acoustic Guitar (#1.3-7.9.11.13.15)
  - Electric Guitar (#7.8.9.10.12.15)
  - Hands Clap & Brass Arrangement (#5)
  - Blues Harp (#12)
  - Strings Arrangement (#1.2.3.7.8.11.13)
  - Cello Arrangement (#6)
- 黒田俊介：Vocal
- 布袋寅泰：Electric Guitar & Chorus (#14)
- 笹路正徳：Strings Arrangement (#1.3.8)
- 河村“カースケ”智康：Drums (#1)
- 山口寛雄
  - Bass (#1.2.3.4.6-15)
  - Wood Bass & Hands Clap (#5)
- 福原将宣
  - Electric Guitar (#1-13.15)
  - Hands Clap (#5)
- 松浦基悦
  - Piano (#1.2.5.7.9.10.11.13.14.15)
  - Organ (#1.3.4.9.12.14.15)
  - Rhodes (#3)
  - Synthesizer (#9.10.13.14)
- 坂井“Lambsy”秀彰
  - Percussion (#1.2.3.5.7-15)
  - Hands Clap (#5)
- 鈴木佐江子、久保田陽子、田中雪子、浅井麻里、新良エツ子、MANAMI、新森春花、佐々木詩織、大嶋吾郎、松田レレ、今井マサキ、小田原友洋、松谷麗王、ツヤトモヒコ、神田陽太、Daisuke：Chorus (#1.15)
- 藤井理央
  - Strings Arrangement (#2.7.11.13)
  - Synthesizer (#13)
- 小笠原拓海：Drums (#2.12)
- 岸利至
  - Programming & Synthesizer (#2-11.13.14)
  - Hands Clap (#5)
- 小田原豊
  - Drums (#3.5.7.8.9.10.13.14.15)
  - Hands Clap (#5)
- 真船勝博：Bass (#3)
- 高田真：Drums (#11)
- 上間善之、上里友二：Horn (#1)
- 山本拓夫：Tenor Sax, Baritone Sax & Brass Arrangement (#5)
- 西村浩二、菅坡雅彦：Trumpet (#5)
- 鹿討奏：Trombone (#5)
- 吉田治：Alto Sax (#5)
- 金原千恵子、矢野晴子、桑田穣、岩戸有紀子、栄田嘉彦：Violin (#1.2.3.7.8.11.13)
- 沖祥子：Violin (#1.3)
- 田島朗子：Violin (#1)
- 押鐘貴之：Violin (#1.3.7.8.11)
- 黒木薫：Violin (#1.2.3.7.8.13)
- 入江茜：Violin (#1.2)
- 大林典代：Violin (#2.7.8.11.13)
- 小倉達夫：Violin (#2)
- 伊能修：Violin (#2.3.7.8.11.13)
- 桐山なぎさ：Violin (#3.7.8.11.13)
- 角田知寿子：Violin (#11)
- 伊勢三木子：Violin (#13)
- 古川原裕仁：Viola (#1.3.7.8.11.13)
- 山田雄司：Viola (#1.7.11)
- 徳高真奈美：Viola (#1.3.8.13)
- 榎戸孝浩：Viola (#2.3.7)
- 大沼幸江：Viola (#2.7.8.11.13)
- 渡部安見子：Viola (#2.3.8.11.13)
- 高嶋麻由：Viola (#2)
- 笠原あやの：Cello (#1.7)
- 江口心一：Cello (#1.8)
- 植木昭雄：Cello (#1.7.11)
- 前田善彦：Cello (#2)
- 木村隆哉：Cello (#2.11)
- 森田香織：Cello (#2.3.8)
- 中村潤：Cello (#2.13)
- 堀沢真己、篠崎由紀：Cello (#3.8.11.13)
- 多井智紀：Cello (#3.7.13)
- 柏木広樹：Cello (#6)
- 増本麻理：Cello (#7)